# Дюкс, Пол
Сэр Пол Хенри Дюкс другая транскрипция Поль Дьюкс (англ. Paul Henry Dukes, 10 февраля 1889 — 27 августа 1967) — офицер британской внешней разведки МИ-6, специалист по России, автор мемуаров.

## Детство и юность
Родился 10 февраля 1889 в Бриджуотере (графство Сомерсет, Англия) в семье священника конгрегациональной церкви Эдвина Дж. Дюкса и его жены Эдит, урождённой Поуп. Его братьями были драматург Эшли Дюкс и врач Катберт Дюкс. Окончил Кейтеремскую школу, а затем Петроградскую консерваторию.

## Карьера
В молодом возрасте Дюкс получил место учителя английского языка в Риге. Позже он переехал в Петербург, где ещё во времена монархии начал карьеру тайного агента британской разведки. В то время он был пианистом в Петроградской консерватории, а иногда замещал концертного дирижёра Альберта Коутса.
Осенью 1918 года после гибели руководителя английской разведывательной сети в России Фрэнсиса Кроми стал резидентом английской разведки. Разрабатывал сложные схемы по организации побегов противников советской власти из советских тюрем и переправке их в Финляндию.
Известный как «человек с сотней лиц», Дюкс использовал навыки маскировки для того, чтобы под разными именами и с разными документами получить доступ во многие советские учреждения. Дюкс успешно проник[прояснить] в ВКП(б), Коминтерн и ВЧК. Он исследовал внутреннюю, закрытую часть работы Политбюро, передавая сведения о ней в Лондон. Главной его опорой стали три нелегальных антибольшевистских группы — «Великая единая Россия», «Национальный центр» и группа бывшего коллежского асессора Ильи Кюрца.
30 августа 1919 года ввиду угрозы разоблачения ушёл в Финляндию. Оба его важнейших связных — Надежда Петровская и Илья Кюрц — были арестованы и сотрудничали с ЧК. Дав показания против множества антибольшевистских заговорщиков, они сами не были одновременно с ними расстреляны: Петровская умерла своей смертью в 1935 году, Кюрц погиб во время очередной чистки в 1931 году.
В Великобритании Дюкса встретили как героя. В 1920 году Георг V посвятил его в рыцари. При этом король назвал Дюкса «величайшим из воинов». До сих пор Дюкс является единственным человеком, посвящение в рыцари которого полностью основано на его достижениях в шпионаже. В 1939 году на короткое время он вернулся в строй, помогая найти одного ведущего чешского бизнесмена, исчезнувшего после нацистской оккупации Чехословакии.
Дюкс также много интересовался йогой и после Второй мировой войны выпустил две популяризаторские книги на эту тему: «Йога для западного мира» (1958) и «Йога здоровья, молодости и радости» (1960).
Умер 27 августа 1967 года в Кейптауне.

## Сочинения
Описал свой российский опыт в книге «Красные сумерки и рассвет» (1922). В 2021 году российское издательство «Центрполиграф» опубликовало русский перевод этой книги под названием «Британская шпионская сеть в Советской России. Воспоминания тайного агента МИ-6».
Путешествовал по всему миру с чтением лекций по этой теме.

## Личная жизнь
Дюкс был женат первым браком на Маргарет Стьювисент Резерфорд, падчерице Уильяма К. Вандербильта и бывшей жене Огдена Ливингстона Миллса (до 1919 г.). Позже Дюкс женился на Диане Фицджеральд.

## Награды
Кавалер Ордена Британской империи.

## Киновоплощение
- 1951 — «Незабываемый 1919 год» — Владимир Кенигсон